# Thiberville
Thiberville je francouzská obec v departementu Eure v regionu Normandie. V roce 2010 zde žilo 1 790 obyvatel. Je centrem kantonu Thiberville.

## Vývoj počtu obyvatel
Počet obyvatel 